# Miroslav Mleziva
Miroslav Mleziva (21. března 1929, Plzeň – 6. května 1990, Praha) byl český logik a překladatel.

## Život
Doc. PhDr. Miroslav Mleziva, DrSc., se narodil 21. března 1929 v Plzni. Vyrůstal v rodině poštovního úředníka. Po ukončení studia filozofie na FF UK v r. 1954 působil jako asistent na katedře dialektického a historického materialismu téže fakulty. V r. 1956 přešel do aspirantury z logiky a po obhajobě kandidátské dizertace v r. 1958 se stal odborným asistentem na katedře logiky. Na tomto pracovišti setrval přes různé administrativní změny, jimiž katedra logiky prošla, až do své smrti. V r. 1964 se habilitoval a byl ustanoven docentem. V r. 1970 mu byl udělen vědecký titul doktora věd.

## Výběr z díla
- Spolu s: Zich, Otakar a kol. Moderní logika. Praha: Orbis, 1958. 240, [3] s. Malá moderní encyklopedie; Sv. 7.
- Die mittelbare Axiomatisierung der die Implikation enthaltenden Systeme des zweiwertigen Aussagenkalküls. Praha: ČSAV, 1959. 67 s. Rozpravy ČSAV. Roč. 69/1959, Řada společenských věd; seš. 12.
- Spolu s: Berka, Karel. Co je logika. Praha: Nakladatelství politické literatury, 1962. 231 s.
- O trojhodnotové logice. Praha: ČSAV, 1964. 66 s. Rozpravy ČSAV. Roč. 74/1964, Řada společenských věd; seš. 13.
- Über das Enthaltensein des klassischen Aussagenkalküls in den nicht-klassischen Aussagenkalkülen. Praha: Academia, 1966. 71 s. Rozpravy ČSAV. Řada společenských věd; roč. 76/1966, seš. 13.
- Analyticity and Sense. Praha: Univerzita Karlova, 1969. 103 s. Acta Universitatis Carolinae. Philosophica et historica. Monographia; 27-1969.
- Neklasické logiky. Praha: Svoboda, 1970. 226, [5] s.
- Spolu s: Berka, Karel. Kaj je logika. V Ljubljani: Cankarjeva založba, 1971. 254 s. Misel in čas.